# Salicilato de sódio
Salicilato de sódio é um sal de sódio do ácido salicílico. Pode ser preparado do fenolato de sódio e dióxido de carbono sob alta temperatura e pressão.

## Utilização
É usado em medicina como um analgésico e antipirético. Salicilato de sódio também atua como uma droga anti-inflamatória não esteróide (do inglês non-steroidal anti-inflammatory drug NSAID), e induz apoptose em células cancerígenas  e também necrose . É também um potencial substituidor da aspirina para pessoas sensíveis a ela.